# VdB 140
vdB 140 est une nébuleuse diffuse faible, visible dans la constellation de Céphée.
On l'observe à environ 5° à l'ouest de l'étoile μ Cephei, la célèbre étoile grenat d'Herschel. Il s'agit d'une nébuleuse par réflexion très faible, illuminée par l'étoile voisine V421 Cep, une géante bleue de magnitude 6,4 située à ∼ 2 500 a.l. (∼ 766 pc). Des études l'ont d'abord classée comme probable système triple,, puis elle fut ensuite définie comme binaire spectroscopique. On peut l'observer presque exclusivement à travers des photos infrarouges, tandis que l'observation directe est plutôt difficile. Le nuage semble traversé par une bande sombre ou non éclairée, qui le divise en deux sections inégales : la plus grande chevauche presque l'étoile, tandis que la seconde partie, vers l'est, est beaucoup plus fine.